# Alan Garner

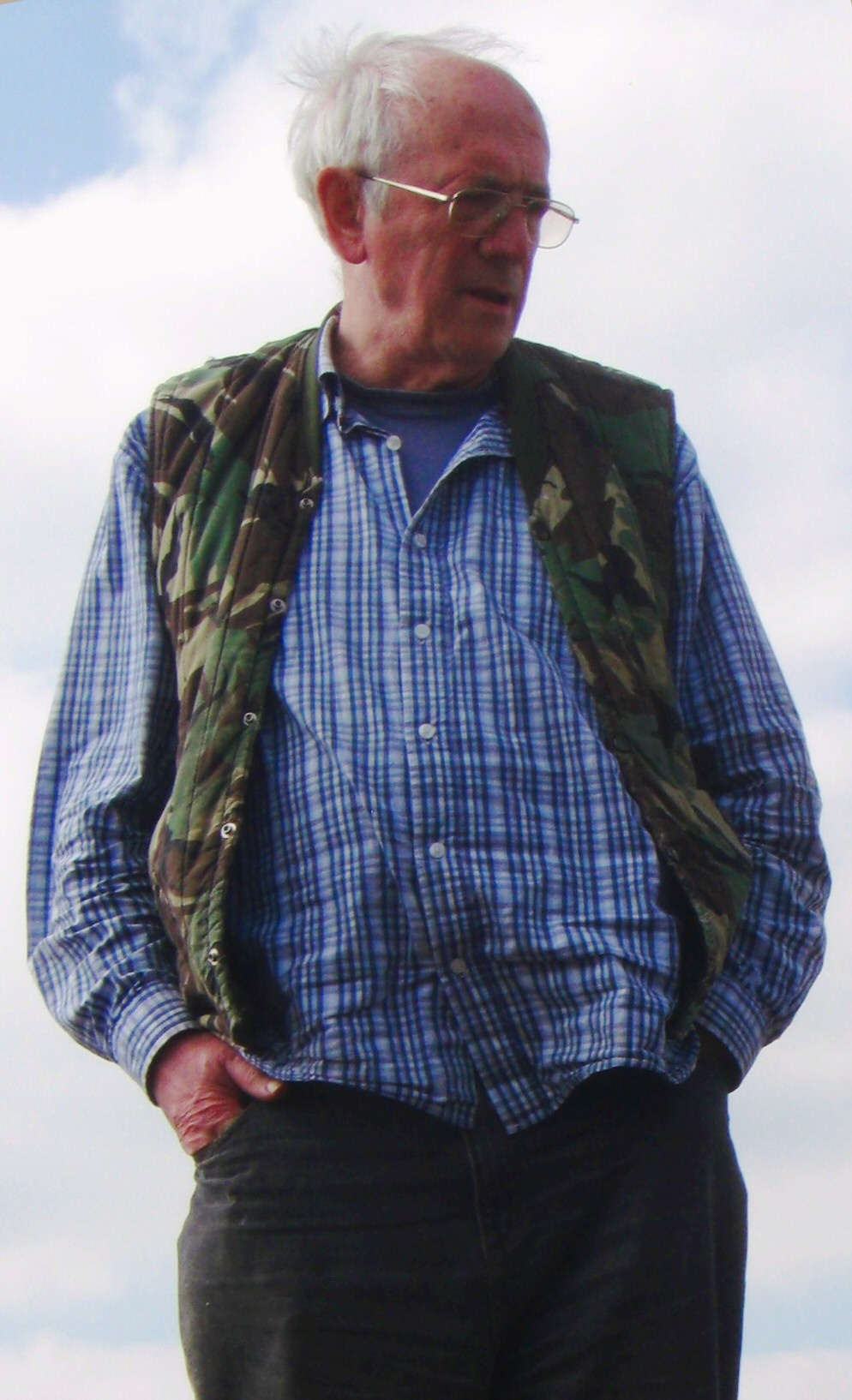
Alan Garner (2011)

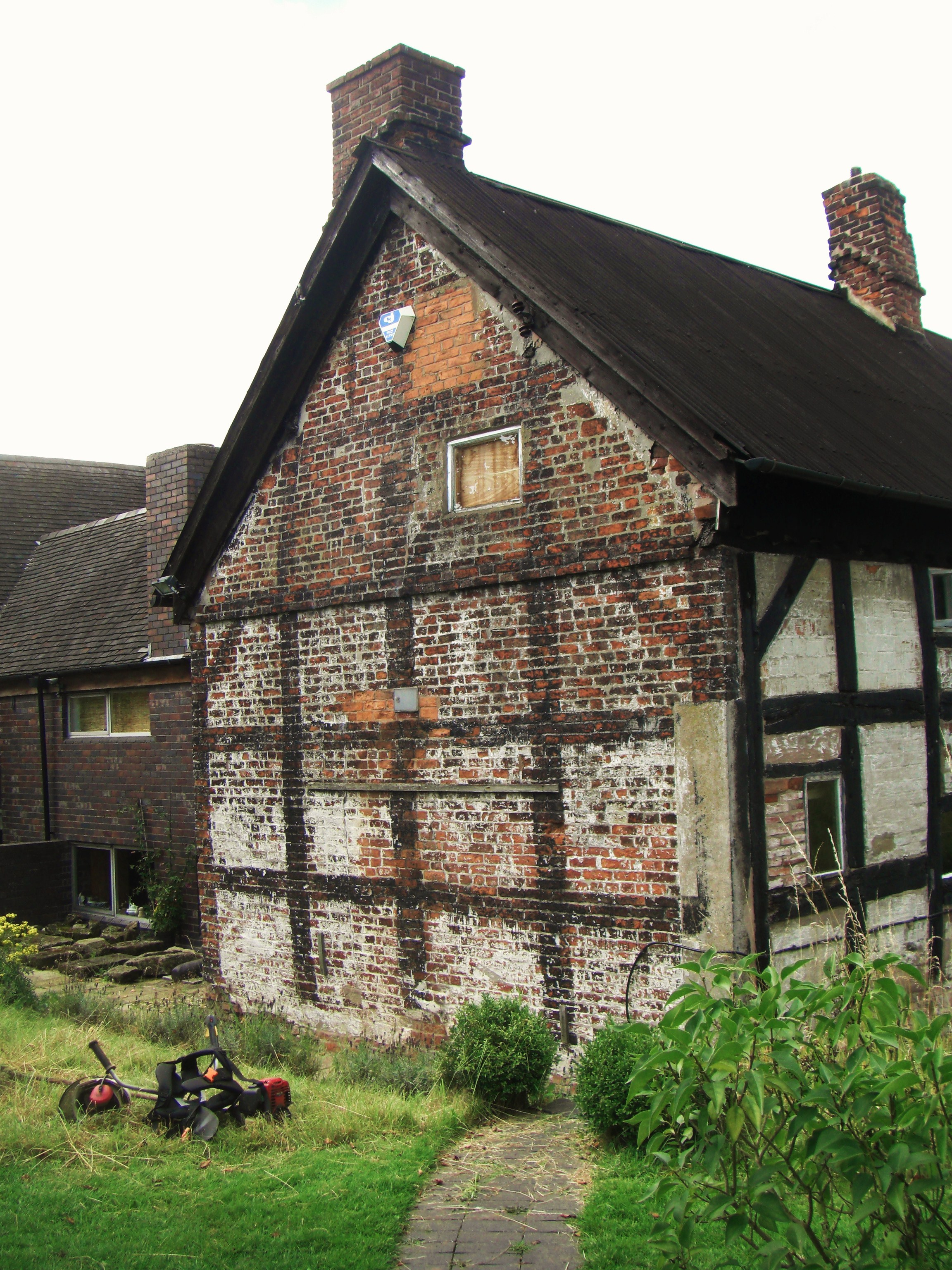
Von Garner erworbenes und renoviertes Haus in Blackden

Alan Garner (* 17. Oktober 1934 in Congleton, Cheshire) ist ein britischer Fantasyautor.
Er wuchs in Alderley Edge bei Manchester auf und besuchte dort die Manchester Grammar School, in der eine Bibliothek nach ihm benannt wurde. Anschließend studierte er am Magdalen College der Universität Oxford.
Er ist Träger der Carnegie Medal, Gewinner des Guardian Award, des Phoenix Award und wurde 2001 zum Officer of the British Empire (OBE) ernannt. 2003 erhielt er den Karl Edward Wagner Award. 2012 erhielt er den World Fantasy Award für sein Lebenswerk.

## Auszeichnungen
- 1967: Carnegie Medal für The Owl Service (dt. Eulenzauber, 1982)
- 1968: Guardian Award für The Owl Service (dt. Eulenzauber, 1982)
- 1970: Nominierung von The Weirdstone of Brisingamen. (dt.  feuerfrost und kadellin 1963) für den Lewis Carroll Shelf Award
- 1996: Phoenix Award für The Stone Book Quartet. (1979)
- 2001: Officer of the British Empire (OBE)
- 2003: Karl Edward Wagner Award
- 2012: World Fantasy Award für sein Lebenswerk.
- 2022: Shortlist: Booker Prize Treacle Walker (dt. Treacle Walker – Der Wanderheiler, 2023)
- 2022: Shortlist: British Fantasy Award Treacle Walker (dt. Treacle Walker – Der Wanderheiler, 2023)

## Werke

### Romane
- The Weirdstone of Brisingamen. 1960.

Deutsch: feuerfrost und kadellin. Übersetzung: Alfred Kuoni. Benziger Verlag, Einsiedeln 1963.
Deutsch: Feuerfrost. Übersetzung: Werner Schmitz. Diederichs Verlag, Köln 1984. ISBN 3-424-00779-X; Neuausgaben: Rowohlt, Reinbek bei Hamburg 1986. ISBN 3-499-15808-6; Piper Verlag, München–Zürich 1999. ISBN 3-492-22843-7; Verlag Freies Geistesleben, Stuttgart 2003. ISBN 3-7725-2241-6.
- The Moon of Gomrath. 1963, die in dem bronzezeitlichen Bergwerk von Alderley Edge in Cheshire spielen und Motive aus der Artus-Legende verwenden.

Deutsch: Der Mond von Gomrath. Übersetzung: Werner Schmitz. Diederichs Verlag, Köln 1985. ISBN 3-424-00834-6; Neuausgaben: Rowohlt, Reinbek bei Hamburg 1988. ISBN 3-499-15929-5; Verlag Freies Geistesleben, Stuttgart 2003. ISBN 3-7725-2242-4.
- Elidor. 1965, mit Motiven aus dem Lebor Gabála Érenn, dem Buch der Eroberungen, das über die Besiedlung von Irland berichtet.

Deutsch: Elidor. Übersetzung: Sybil Gräfin Schönfeldt u. Maria Torris. Dressler Verlag, Berlin 1969
Deutsch: Elidor oder das Lied des Einhorns. Übersetzung: Werner Schmitz. Diederichs Verlag, Köln 1986. ISBN 3-424-00868-0; Neuausgaben: Rowohlt, Reinbek bei Hamburg 1989. ISBN 3-499-12408-4; Verlag Freies Geistesleben, Stuttgart 2003. ISBN 3-7725-2259-9.
- The Owl Service. 1967, basiert auf dem walisischen Epos Mabinogion.

Deutsch: Eulenzauber. Übersetzung: Frederik Hetmann. Diederichs Verlag, Köln 1982. ISBN 3-424-00760-9; TB-Neuausgabe: Rowohlt, Reinbek bei Hamburg 1985. ISBN 3-499-15488-9; Neuausgaben: Der Eulenzauber. Weitbrecht Verlag, Stuttgart–Wien 1996. ISBN 3-522-72140-3; Eulenzauber. Piper Verlag, München–Zürich 1998. ISBN 3-492-22587-X; Verlag Freies Geistesleben, Stuttgart 2005. ISBN 3-7725-2260-2.
- Red shift. 1973.

Deutsch: Rotverschiebung. Übersetzung: Bernd Rauschenbach. Diederichs Verlag, Düsseldorf–Köln 1980. ISBN 3-424-00687-4; TB-Neuausgabe: Rowohlt, Reinbek bei Hamburg 1983. ISBN 3-499-15079-4.
- Strandloper. 1996, spielt in Australien.

Der Strandläufer. Übersetzung: Ingo Berensmeyer. Weitbrecht Verlag, Stuttgart–Wien–Bern 1997. ISBN 3-522-72150-0; Piper Verlag, München–Zürich 1999. ISBN 3-492-22586-1.
- Thursbitch. 2003.
- Boneland. 2012.
- Treacle Walker. 2021.

Deutsch: Treacle Walker – Der Wanderheiler. Übersetzung: Bernhard Robben. Hobbit Presse (Klett-Cotta Verlag), Stuttgart 2023. ISBN 978-3-608-98732-4.

### Kurzprosa-Sammlungen (Auswahl)
- The Stone Book Quartet. 1979.

### Sachbücher (Auswahl)
- The Voice That Thunders. Essays. London, 1997.
- Grey Wolf, Prince Jack and the Firebird. 1998.
- The Well of the Wind. 1998.
- Where Shall We Run To?. Autobiografie. 2018